# Charles Blondin
Charles Blondin (właściwie Jean François Gravelet) (ur. 28 lutego 1824 w Calais, Francja, zm. 19 lutego 1897) – francuski linoskoczek.
Urodził się w rodzinie cyrkowej, akrobatą został w wieku 5 lat. Jego specjalnością było chodzenie po linie. 30 czerwca 1859 roku jako pierwszy przeszedł nad wodospadem Niagara. Później próbował skomplikować ten wyczyn, np. idąc z zasłoniętymi oczyma, nosząc innych „na barana” lub wożąc na taczkach. Po wyczynach nad wodospadem Charles zamieszkał w Anglii, gdzie zmarł w wieku 72 lat.

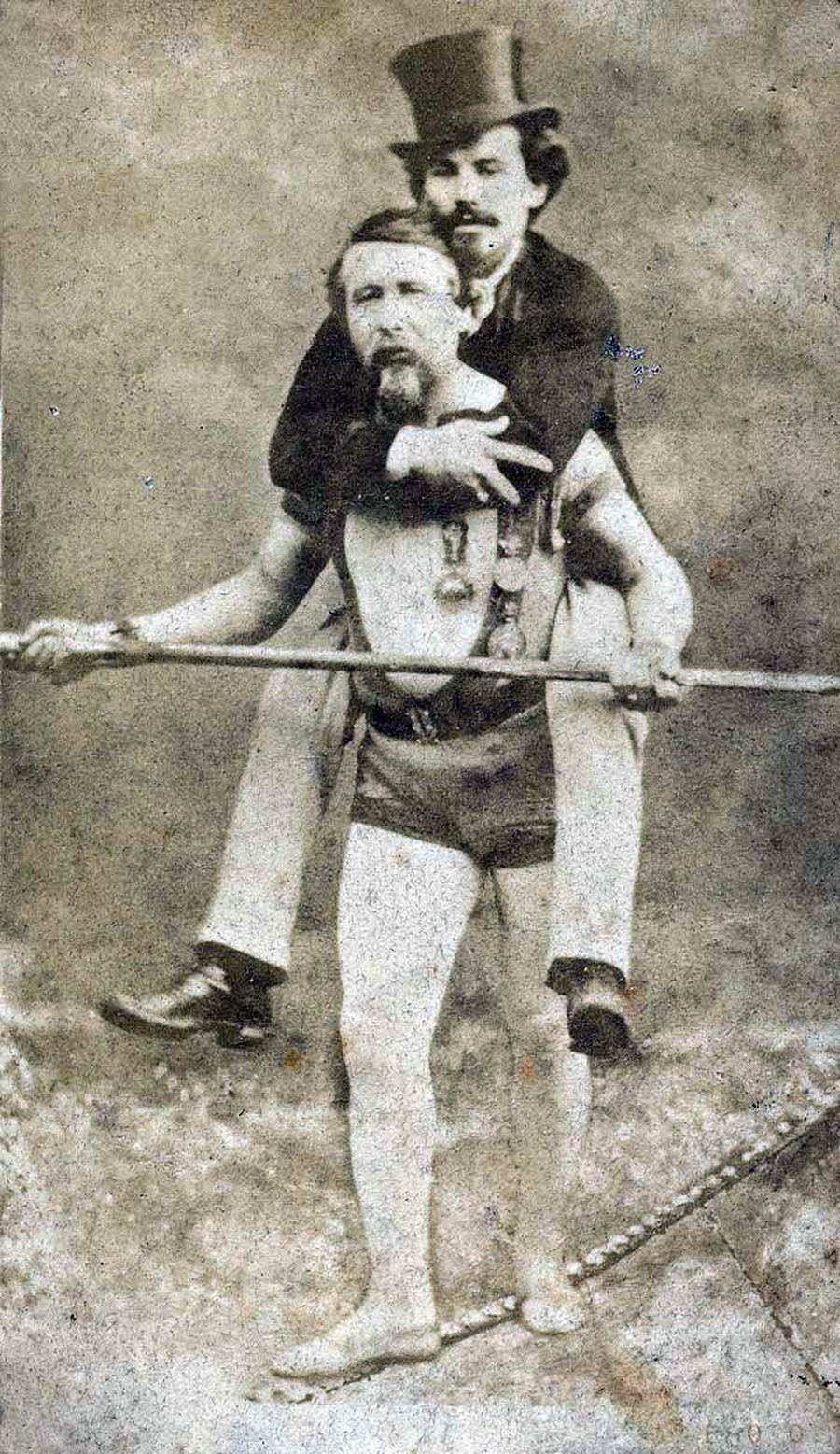
Charles Blondin